# سوق الصميل (الحيمة الخارجية)

تعديل مصدري - تعديل

سوق الصميل هي إحدى قرى عزلة المخلاف بمديرية الحيمة الخارجية التابعة لمحافظة صنعاء، بلغ تعداد سكانها 87 نسمة حسب تعداد اليمن لعام 2004.